# Niederfrauendorf
Niederfrauendorf ist ein Ortsteil der sächsischen Stadt Glashütte im Landkreis Sächsische Schweiz-Osterzgebirge.

## Geografie
Niederfrauendorf liegt im Tal des Lockwitzbaches, etwa sechs Kilometer nordwestlich von Glashütte im Osterzgebirge.

### Nachbarorte
| Elend        | Hirschbach                                  | Reinhardtsgrimma |
| Ulberndorf   | Kompassrose, die auf Nachbargemeinden zeigt | Cunnersdorf      |
| Obercarsdorf | Oberfrauendorf                              | Glashütte        |

## Geschichte
Im Jahre 1494 wird die Ortschaft als „Nieder Frawendorff“ erstmals erwähnt, 1545 war das Reihendorf Niederfrauendorf zur Pflege Dohna gehörig, ab 1548 zum Amt Pirna. Die Grundherrschaft lag 1551 beim Rittergut Luchau. Im Gedenken an die Reformation in Sachsen wurde 1839 zum 300. Jubiläum eine Reformationseiche gepflanzt. Von 1856 bis 1875 gehörte Niederfrauendorf dem Gerichtsamt Dippoldiswalde an, danach der Amtshauptmannschaft Dippoldiswalde. 1900 betrug die Fläche der Gemarkung 306 Hektar. Die Bevölkerung teilte sich 1925 in 213 evangelisch-lutherische und 2 Katholiken auf. Der Ort war nach Reinhardtsgrimma gepfarrt. Im Jahr 1952 wurde Niederfrauendorf als eigenständige Gemeinde Teil des Kreises Dippoldiswalde, der 1994 in den Weißeritzkreis überging. Im selben Jahr wurde Niederfrauendorf mit dem benachbarten Oberfrauendorf zur neuen Gemeinde Frauendorf vereinigt und 1995 nach Reinhardtsgrimma eingemeindet. Reinhardtsgrimma fusionierte zum 2. Januar 2008 mit Glashütte, seitdem ist Niederfrauendorf ein Ortsteil der Stadt und wurde im August 2008 Teil des aus Landkreis Sächsische Schweiz und Weißeritzkreis gebildeten Landkreises Sächsische Schweiz-Osterzgebirge.
Ein Steinbruch mit Stolleneingang südlich der Ortslage zeugt noch vom früher am Frauenberg betriebenen Zinnerzbergbau.

### Entwicklung der Einwohnerzahl
| Jahr | Einwohnerzahl                  |
| ---- | ------------------------------ |
| 1551 | 19 besessene Mann, 19 Inwohner |
| 1764 | 23 besessene Mann, 8 Häusler   |
| 1834 | 209                            |
| 1871 | 224                            |

| Jahr | Einwohnerzahl |
| ---- | ------------- |
| 1890 | 229           |
| 1910 | 222           |
| 1925 | 221           |
| 1939 | 229           |

| Jahr | Einwohnerzahl |
| ---- | ------------- |
| 1946 | 346           |
| 1950 | 341           |
| 1964 | 289           |
| 1990 | 206           |